# Bardesane
Bardesane (in siriaco ܒܪ ܕܝܨܢ, Bar Dayṣān, in greco Βαρδεσάνης?, in latino Bardesanes; Edessa, 11 luglio 154 – Armenia, 222) è stato uno scrittore e filosofo siro.
Maestro della gnosi, fu uno dei più antichi scrittori cristiani in lingua siriaca. Combatté le dottrine dello gnostico Valentino, contraddisse Marcione e scrisse in favore dei cristiani perseguitati nell'Impero romano.

## Vita
Bardesane nacque a Edessa da ricchi genitori persiani che, per indicarne la nascita, lo chiamarono Bar Daysan, ovvero "figlio di Daysan", il fiume che bagna Edessa. Per le sue origini non siriache fu chiamato in vari modi da altrettanti autori: Sesto Giulio Africano lo chiamò "il Partico" (ovvero il Persiano), Porfirio "il Babilonese", e sant'Ippolito di Roma l'"Armeno". Sant'Efrem lo definì il "filosofo degli aramei" (in siriaco: ܦܝܠܘܣܘܦܐ ܕܐܖ̈ܡܝܐ, Filosofā d-Aramayē). I suoi genitori, Nuhama e Nah'siram, entrambi non cristiani, dovettero essere persone di un certo rango, poiché il figlio fu educato insieme all'erede al trono del regno di Osroene alla corte di Abgar Manu VIII (177-212). Qualche tempo dopo, a causa di tumulti politici scoppiati ad Edessa, Bardesane ed i suoi genitori si trasferirono per un certo periodo a Hierapolis. Qui il giovane fu condotto nella casa del sacerdote pagano Anuduzbar. Alla sua scuola imparò i segreti dell'astrologia babilonese, cosa che influenzò per sempre le sue idee. All'età di venticinque anni gli capitò di ascoltare le omelie di Istaspe, vescovo di Edessa e si convertì al Cristianesimo; fu catechizzato e battezzato, infine fu ammesso al diaconato o al sacerdozio. "Sacerdozio", tuttavia, può anche semplicemente significare che si diplomò in una scuola per presbiteri, dato che non ricevette mai gli ordini ed ebbe anche un figlio (Armonio). Quando Abgar IX, l'amico della sua gioventù, ascese al trono (179) egli si stabilì a corte.
Abgar IX, probabilmente dopo il 202, anno della sua visita a Roma, convertitosi anch'egli, divenne il primo re cristiano della storia. Bardesane ritornò allora alla corte. Monarca e filosofo, Abgar e Bardesane lavorarono insieme per creare il primo stato cristiano. Bardesane produsse molte opere contro Marcione e Valentino, gli gnostici che avevano il maggiore seguito. Ma sfortunatamente, con lo zelo di un convertito ansioso di usare le sue precedenti conoscenze al servizio della verità recentemente scoperta, Bardesane mescolò la sua astronomia babilonese con il dogma cristiano e così originò una setta cristiana che fu vigorosamente contrastata da Sant'Efrem. I romani, sotto Caracalla, approfittarono delle divergenze e delle forti tensioni tra i cristiani e questa setta, che sfociarono in tumulti e disordini. Nel 216 invasero lo Stato, catturarono Abgar IX e lo trascinarono in catene a Roma. Così, dopo 353 anni di vita, finì il regno di Osroene. Bardesane fu costretto a prendere rifugio in Armenia, dove rimase per i restanti cinque anni della sua vita. Trovò ospitalità nella città fortificata di Ani.
Nel 220 un'ambasciata indiana attraversò la Mesopotamia per raggiungere Roma. Bardesane ebbe modo di conoscere i sapienti orientali, apprendendo da loro le credenze e gli insegnamenti del loro paese. Scrisse anche un Racconto dell'India.
Invitato da un amico dell'imperatore Caracalla ad abiurare al cristianesimo, difese strenuamente la sua religione e rifiutò.
Morì nel 222 all'età di sessantotto anni. Secondo Michele il Siro, Bardesane oltre ad Armonio ebbe altri due figli: Abgarun e Hasdu.

## Il sistema filosofico-teologico
Nel mondo siriaco dell'epoca il dibattito teologico era molto vivo. In questo ambiente caratterizzato da un fermento religioso e speculativo, Bardesane fondò un proprio sistema filosofico-teologico.
Bardesane era più vicino alla dottrina cristiana ufficiale di altri gnostici del suo tempo. Allo stesso tempo la sua visione si è evoluta sotto l'influenza della mitologia e dell'astrologia caldee. Bardesane fu attratto soprattutto dai misteri della cosmologia. Credeva in un Dio Eccelso, Creatore del cielo e della terra, la cui volontà è assoluta ed a cui tutte le cose sono soggette. Credeva che tale Dio avesse dotato l'uomo del libero arbitrio per permettergli di salvarsi e che avesse creato il mondo da una miscela di bene e male, luce ed ombra. Secondo Bardesane, tutte le cose, anche quelle che vengono considerate inanimate, hanno una certa libertà. In tutte loro la luce avrebbe dovuto combattere e vincere l'oscurità finché, dopo 6.000 anni questa terra sarebbe scomparsa, e sarebbe nato un mondo senza il male. Per Bardesane anche il sole, la luna, ed i pianeti sono esseri viventi, ai quali, da Dio, è stato affidato il governo di questo mondo; e, sebbene l'uomo fosse libero, è fortemente influenzato, nel bene o nel male, dalle costellazioni celesti. Il catechismo di Bardesane doveva essere una strana miscela di dottrina cristiana e riferimenti ai segni zodiacali. Per il fatto che in siriaco "spirito" è femminile, sembra avesse avuto visioni differenti anche sulla Trinità, rispetto all'ortodossia che si andava formando. Negava la Resurrezione della Carne, ma pensava che il corpo di Nostro Signore avesse la dote speciale dell'incorruttibilità.
Ai tempi di Sant'Ippolito di Roma (Philosophumena, VI, 50) la sua dottrina fu descritta come una varietà del Valentinianismo. In realtà egli non abbracciò mai lo gnosticismo valentiniano.
Con la sua visione dualistica del mondo, che contrappone il male al bene, il corpo all'anima, Bardesane esercitò grande influenza sul manicheismo.

## Opere

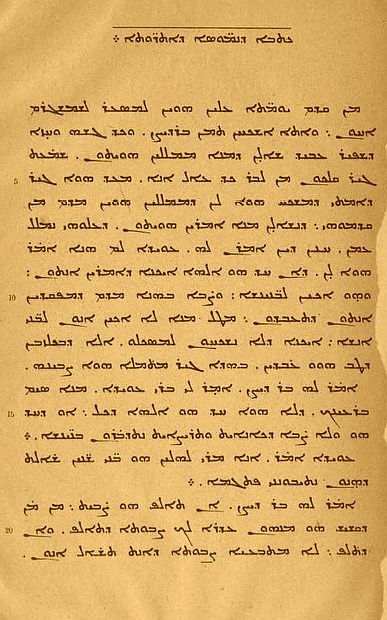
Inizio del Libro delle leggi dei paesi o Dialogo sul destino, pubblicato dall'orientalista francese François Nau (1864-1931) nell'opera Une biographie inédite de Bardesane l'astrologue, Parigi, 1897

Bardesane fu un autore molto prolifico. Sebbene quasi tutti suoi lavori siano perduti, si hanno comunque notizie dei seguenti:
Esegetica cristiana
- Il Libro delle Leggi dei Paesi (Kthābhā dnāmōsē dathrāwāthā). Questo famoso dialogo è la testimonianza più antica, non solo della cultura Bardesanita, ma anche della letteratura siriaca, se si eccettuano le traduzioni delle Sacre Scritture[2]. Il testo non fu compilato da Bardesane, ma da un certo Filippo, suo discepolo. Esistono estratti di questa opera in greco ed in latino. Ribattendo ad un discepolo che pone domande, Bardesane cerca di dimostrare che le azioni dell'uomo non sono completamente guidate dal Fato, come conseguenza di combinazioni stellari.
- Dialogo sul Fato, indirizzato ad Antonino. Se questo Antonino fosse semplicemente un amico di Bardesane o un imperatore romano e, nel secondo caso, quale degli Antonini, è questione controversa. È anche incerto se questo dialogo sia identico a quanto contenuto ne Il Libro delle Leggi dei Paesi (Eusebio, Storia ecclesiastica, IV, XXX, 2; Epifanio di Salamina, Panarion adversus omnes haereres, LVI, I; Teodoreto, Haer. fab., I, XXII).
- Dialoghi contro Marcione e Valentino (Teodoreto, Haer. fab., I, XXII; Eusebio di Cesarea, Historia Ecclesiastica, IV, XXX, 3).

Innodia
- Libro dei Salmi, in numero di 150, ad imitazione dei Salmi di Davide (Sant'Efrem, Sermones Adversus Haereses, LIII). Questi salmi divennero famosi nella storia di Edessa; le loro parole e melodie vissero per generazioni sulle labbra del popolo. Per questa sua opera, composta in metro pentasillabico, Bardesane può esser riguardato come il creatore della poesia siriaca[2]. Probabilmente alcuni degli inni di Bardesane sono contenuti negli Atti di Tommaso: Inno sull'Anima, il Matrimonio della Saggezza, la preghiera di consacrazione per il battesimo e l'eucaristia. Comunque, di questi, solamente Inno sull'Anima è generalmente attribuito a Bardesane; mentre la paternità degli altri scritti è dubbia.

Trattatistica
- Trattati astrologico-teologici, nei quali venne esposto il suo sistema filosofico-teologico. Vi fa riferimento Sant'Efrem Siro, e fra di essi vi era un trattato su luce e oscurità. Un frammento di un'opera sull'astronomia di Bardesane fu conservato da Giorgio, vescovo delle tribù arabe. In epoca moderna è stato ripubblicato da Nau in Bardesane l'astrologue (Parigi, 1899).

Saggistica
- Storia dell'Armenia. Mosè di Corene (Storia di G. A., II, 66) affermava che Bardesane,

- Racconto dell'India. Bardesane ottenne informazioni direttamente dagli ambasciatori indù che, nel 220 attraversarono la Mesopotamia per andare a Roma presso l'imperatore Eliogabalo.

Agiografia
- La tradizione gli attribuisce un vangelo gnostico, denominato Vangelo di Bardesane.

## Eredità culturale
Bardesane, in vita, fu molto rispettato dai suoi contemporanei. Le sue opere, soprattutto il Libro delle Leggi dei Paesi, ebbero un'ampia circolazione. Numerose opere di Bardesane furono ampiamente utilizzate da scrittori della Chiesa d'Oriente.
Per i suoi continuatori il discorso è diverso. Sembra che essi siano andati oltre l'insegnamento del maestro, nel senso che abbiano progressivamente enfatizzato la dottrina dell’influsso degli astri nella definizione e nella limitazione della libertà umana. Su questo punto si scagliò Sant'Efrem. Egli, che pure era stato un estimatore delle opere di Bardesane, avendo ripreso molti suoi inni secondo il metodo del contrafactum, si oppose al “bardesanismo” considerandolo simile alle altre dottrine che a suo avviso minacciavano la libertà umana.
Tra i seguaci di Bardesane, quello su cui si sa di più è Armonio, uno dei suoi figli. Studiò ad Atene, poi aggiunse all'astrologia caldea del padre le concezioni greche sull'anima, sulla nascita e sulla distruzione dei corpi nonché una sorta di metempsicosi. Un certo Marino, seguace di Bardesane, fu confutato nel "Dialogo di Adamantio". Questo Marino era un dualista ed un docetista, poiché negava la nascita di Cristo da una donna.
Sole e Luna furono considerati i principii maschile e femminile, e le idee di paradiso fra i Bardesaniti non mancavano di una certa sensualità. Gli sforzi zelanti di Sant'Efrem volti a denunciarne le deviazioni dall'ortodossia non ebbero successo. Rabbula, vescovo di Edessa nel 431-432, la trovò fiorente dappertutto. La sua esistenza nel VII secolo è attestata da Jacopo di Edessa; nell'VIII da Giorgio, vescovo delle tribù arabe; nel X dello storico Masudi; ed anche nel XII da Shashrastani.

## Traduzioni in italiano

### Moderne
- Bardesane, Il Dialogo delle leggi dei paesi, a cura di Giorgio Levi Della Vida, Roma, 1921

### Contemporanee
- Bardesane, Contro il fato, Bologna, Edizioni Studio Domenicano, 2009, ISBN 978-8870946932.